# Fusinus frenguellii
Fusinus frenguellii is een slakkensoort uit de familie van de Fasciolariidae. De wetenschappelijke naam van de soort is voor het eerst geldig gepubliceerd in 1953 door Carcelles.